# سعود غانم
سعود غانم سلمان غانم (مواليد 5 مارس 1981) هو لاعب كرة قدم قطري دولي معتزل .
ولد في الكويت و من فئة البدون و لعب في الفئات السنية في نادي الصليبخات وانتقل بعدها إلى قطر وحصل على الجنسية القطرية و لعب في نادي السد ونادي الوكرة ونادي أم صلال ونادي السيلية ومنتخب قطر لكرة القدم و هو شقيق اللاعب محمد غانم سلمان .